# L'Homme de Prague
Pour les articles homonymes, voir Amateur (homonymie).
Pour plus de détails, voir Fiche technique et Distribution.
L'Homme de Prague (The Amateur) est un film canadien réalisé par Charles Jarrott et sorti en 1981.

## Synopsis
Charles Heller est cryptographe pour la CIA. Alors que sa fiancée est assassinée par des terroristes, il va faire chanter ses supérieurs pour qu'ils l'envoient en mission sur le terrain en Tchécoslovaquie pour tuer les responsables du meurtre de sa femme. Au moment où il entre sur le terrain, la CIA localise le matériel volé qu'il utilisait pour faire chanter l'agence, éliminant ainsi le besoin de coopérer avec lui. Charles se trouve donc derrière le « Rideau de fer », insuffisamment formé et sans soutien. Il atteint néanmoins sa planque, rencontre son contact local, Elisabeth, et tue deux membres du groupe terroriste. Il découvre l'emplacement de leur chef, Schräger, l'homme qui avait tué sa fiancée. Charles attire cependant l'attention des forces de l'ordre locales, qui commencent à le suivre.
Alors qu'il est sur le point d'affronter Schräger, il est pris en embuscade par Anderson, son entraîneur de la CIA. Ce dernier lui révèle que Schräger est en réalité un agent double travaillant pour la CIA. Anderson force Charles Heller à expliquer son propre rôle à Schräger car ce dernier croit qu'il avait été envoyé par la CIA.
Un agent supérieur des services de sécurité locaux, Lakos, surprend tout cela. Schräger arrive, tue Anderson lors d'une fusillade. Il est ensuite tué par Heller. Lakos aide finalement Heller et Elisabeth à s'enfuir vers l'ouest, en échange de sa promesse d'écrire un livre à charge sur la CIA.

## Fiche technique
Sauf indication contraire, les informations mentionnées dans cette section peuvent être confirmées par la base de données cinématographiques IMDb,  présente dans la section « Liens externes ».
- Titre original : The Amateur
- Titre francophone : L'Homme de Prague
- Réalisation : Charles Jarrott
- Scénario : Robert Littell et Diana Maddox
- Musique : Ken Wannberg
- Direction artistique : Richard Wilcox
- Décors : Trevor Williams
- Costumes : Suzanne Grace
- Photographie : John Coquillon
- Montage : Stephan Fanfara
- Production : Garth H. Drabinsky et Joel B. Michaels

Producteurs délégués : Mario Kassar et Andrew G. Vajna
- Sociétés de production : Balkan Productions et Tiberius Film Productions
- Sociétés de distribution : Pan-Canadian Film Distributors (Canada), Alliance Vidéo (France, VHS)
- Budget : 10 millions de dollars[1]
- Pays de production :  Canada
- Langue originale : anglais
- Format : couleur
- Genre : thriller, espionnage
- Durée : 112 minutes
- Dates de sortie[2] :
  - Canada : 11 décembre 1981
  - France : 12 mai 1982
- Classification[3] :
  - Québec : G (tous publics)
  - France : tous publics

## Distribution
- John Savage (VF : Bernard Murat) : Charles Heller
- Christopher Plummer (VF : Philippe Dumat) : Pr Antonin Lakos
- Marthe Keller (VF : Elle-même) : Elisabeth Vaculik
- Arthur Hill (VF : Roger Carel) : Brewer
- Nicholas Campbell (VF : Richard Darbois) : Horst Schräger
- George Coe (VF : William Sabatier) : Rutledge
- John Marley (VF : Roger Lumont) : Frank Molton
- Jan Rubeš (VF : Claude Joseph) : Sam Kaplan
- Ed Lauter (VF : Pierre Hatet) : Colonel Anderson
- Jan Tříska : Rodzenko
- Graham Jarvis (VF : Michel Gudin) : Porter
- Jacques Godin (VF : Georges Atlas) : Argus
- Lynne Griffin : Sarah
- John Kerr : un agent de sécurité de la CIA
- Robert Beatty : l'ambassadeur Neville
- Walther Reyer (VF : Claude Vernier) : le chancelier
- Miguel Fernandes (VF : Serge Lhorca) : Luis Botaro
- Guy Sanvido (VF : Yves Barsacq) : le vendeur de journaux
- Bob Lem (VF : Marc François) : Nakamura
- Vladimir Bondarenko (VF : Georges Poujouly) : l'enquêteur tchèque

## Production
Le tournage a lieu en Autriche (Vienne), dans l'Ontario (Toronto, Scarborough—Rouge Park, Oakville, Vaughan) et à Washington, D.C..

## Sortie et accueil
Aux États-Unis, le film récolte 6 892 098 $ au box-office.

## Distinctions
Le film obtient 10 nominations lors de la 3e cérémonie des prix Génie de 1982 (meilleur film, meilleur acteur, meilleure actrice dans un second rôle, meilleur acteur dans un second rôle, meilleur scénario adapté, meilleure direction artistique...) mais n'en remporte aucun.

## Roman et nouvelle adaptation
Coscénariste du film, Robert Littell publie la même année son scénario sous forme de roman, The Amateur: A Novel of Revenge. Ce dernier sera adapté au cinéma pour The Amateur (2024).